# Ascogaster cava
Ascogaster cava är en stekelart som beskrevs av De Saeger 1948. Ascogaster cava ingår i släktet Ascogaster och familjen bracksteklar. Inga underarter finns listade.